# Olpogastra lugubris
Olpogastra lugubris é uma espécie de libelinha da família Libellulidae. 
Pode ser encontrada nos seguintes países: Benin, Botswana, Camarões, República Centro-Africana, Chade, República do Congo, República Democrática do Congo, Costa do Marfim, Guiné Equatorial, Gabão, Gâmbia, Gana, Guiné, Quénia, Libéria, Malawi, Mali, Moçambique, Namíbia, Nigéria, Serra Leoa, Somália, África do Sul, Sudão, Tanzânia, Togo, Uganda, Zâmbia, Zimbabwe e possivelmente em Burundi.
Os seus habitats naturais são: florestas subtropicais ou tropicais húmidas de baixa altitude, savanas áridas, savanas húmidas, matagal árido tropical ou subtropical, matagal húmido tropical ou subtropical, rios e lagos de água doce. 